# Guo Pei
Guo Pei (kinesiska: 郭培; pinyin: Guō Péi, mandarin uttal: [ku̯ó pʰěɪ̯]), född 12 mars 1967 i distriktet Haidian i Peking, är en kinesisk modedesigner. Hon är mest känd för att ha designat klänningar för kinesiska kändisar, och i USA för Rihannas släpande gula klänning på Met Gala 2015. Guo är den första födda och uppvuxna asiatiska designern som har blivit inbjuden att bli gästmedlem i Chambre Syndicale de la Haute Couture. 2016 listade Time henne som en av världens 100 mest inflytelserika personer.

## Biografi

### Tidigt liv och tidig start

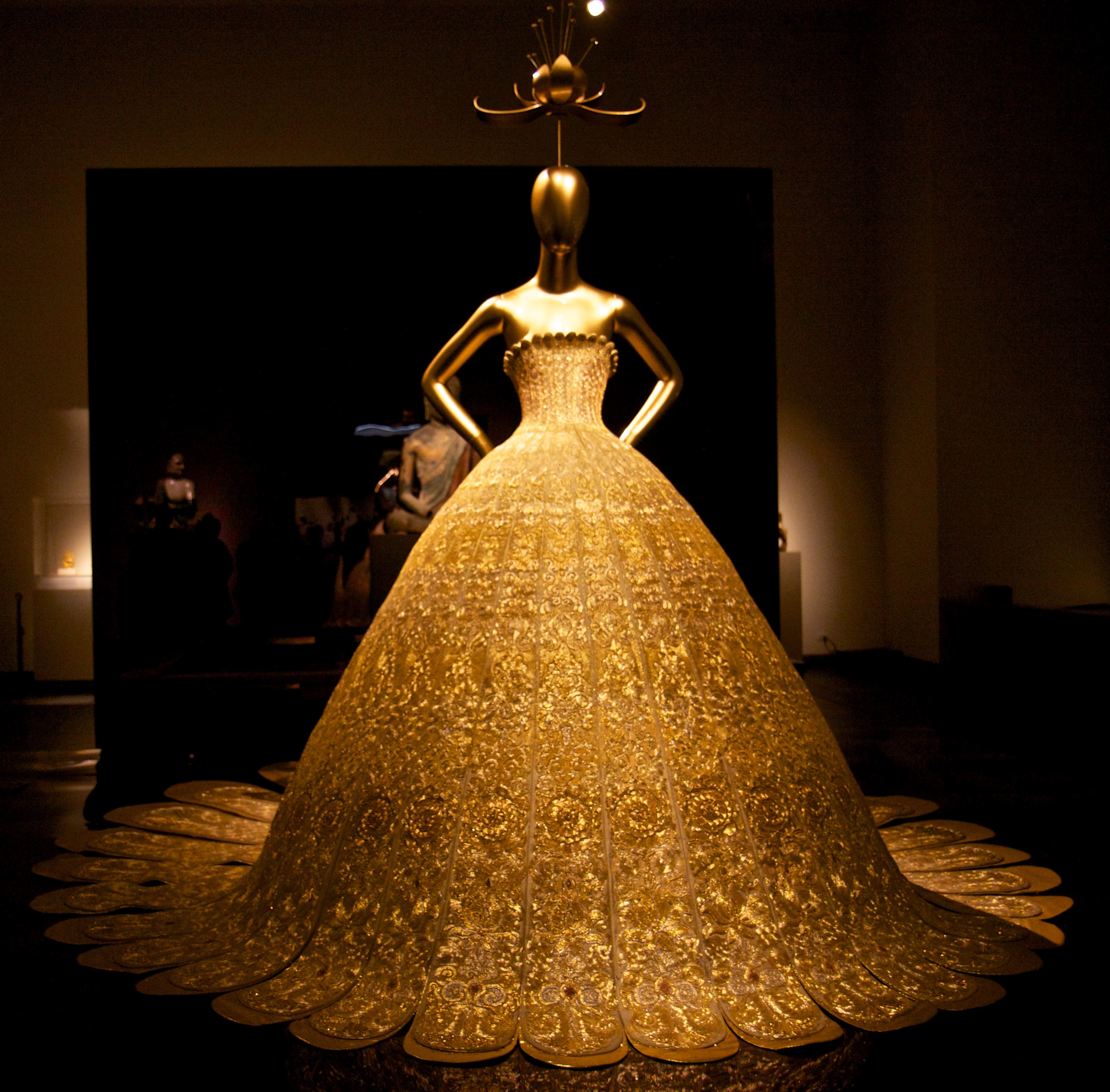
En aftonklänning i siden, broderad med guld av Guo Pei, Metropolitan Museum of Art, New York City

Guo föddes i Peking 1967. Guos föräldrar var båda medlemmar av Kinas kommunistiska parti. Hennes far var en före detta bataljonsledare för Folkets beväpnade polis och hennes mamma var daghemslärare. I en intervju med tidningen Forbes minns hon att hennes far hade kastat bort hennes skisser och målningar när hon var barn. I samma intervju säger Guo att hon började med sömnad när hon var 2 år gammal. Hon hjälpte sin mamma att göra kläder för vintern och utvecklade sin kärlek till klänningar. Under hennes barndom ansågs Mao-kostymer vara den enda korrekta formen av kläder och Guo Pei trotsade detta med löst sittande klänningar.
Trots det annars förtryckande mode som tvingades fram kunde hon studera och ta examen från Beijing Second Light Industry School, med en examen i modedesign 1986. Guo Peis examen kom också vid en lämplig tidpunkt eftersom reformer efter Mao genomfördes av Deng Xiaoping. Guo Pei fick ett jobb hos en av Kinas första privatägda tillverkare av klädmärken, Tianma. Hon säger att det plötsligt fanns en växande efterfrågan på mode i Kina, med en av hennes mest populära fabriksdesigner, en färgglad vinterkappa med huva. Hon lämnade företaget 1997 för att skapa sitt eget varumärke.

### Karriär
Guo Pei säger att hon strävade efter något mer när efterfrågan på mode växte även i Kina. I början av 2000-talet började Guo Peis rykte växa, hon fick uppdrag för att skapa stilar för de olympiska sommarspelen 2008 samt den årliga vårfestgalan som anordnades av China Central Television (CCTV). Hon var ansvarig för Song Zuyings klänning, som hon bar under sitt framträdande med Plácido Domingo vid avslutningsceremonin för olympiska sommarspelen 2008. Klänningen tog totalt två veckor att göra och täcktes med 200 000 Swarovski-kristaller.
Hennes kollektion "One Thousand and Two Nights" debuterade i november 2009, under China Fashion Week. Den amerikanska modellen Carmen Dell'Orefice dök upp i showen iförd en utarbetad vit broderad pälsfodrad klänning, med en eskort på fyra personer för att hjälpa till att bära släpet. Dell'Orefice fortsatte senare med att jämföra Guo med Charles James. Guo krediterades som kostymdesigner vid inspelningen av filmen The Monkey King 2014. Filmens smink- och kostymavdelningar nominerades till ett Hong Kong Film Awards året därpå men förlorade mot Man Lim Chung i The Golden Era.
2008 tänkte Guo sig en gul, golvlång klänning med ett stort cirkulärt släp, kantat med gulfärgad päls och broderad med silverblommiga mönster. Det tog cirka 50 000 timmar under två år för hennes designteam att skapa den och den vägde cirka 25 kg när den var färdig. Den barbadiska sångerskan Rihanna fick se klänningen på Internet när hon sökte efter en design för en New York Met Gala med Kina-tema 2015. Enligt Guo gick hon med på förslaget när hon först tillfrågades, men var försiktig med om sångerskan skulle kunna klara av dess vikt. Rihanna dök upp på röda mattan i klänningen, följd av tre personer som behövdes för att hålla upp det stora släpet. Tidiga reaktioner på klänningsdesignen skapade virala memes på sociala medier, med det iögonfallande gula materialet och jämförelser med omeletter och pizzor. Ett foto av kreationen buren av Rihanna fanns på framsidan av Vogues Met Gala-utgåva. Denna mediaexponering gjorde Guo mer känd bland västerländsk publik.
Guo Peis verk ställdes också ut på den årliga utställningen på Metropolitan Museum of Art i New York, med titeln "China: Through the Looking Glass". 2016 blev Guo Pei gästmedlem i Chambre Syndicale de la Haute Couture.
Hennes första kollektion som visades upp som en del av Paris Fashion Week var hennes vår-sommarkollektion 2016. Inspirerad av vårblommor för kvinnlighet och Fenix för frid och renhet, hade kollektionen traditionella kinesiska influenser som guldtofsar, intrikata trådbroderier av siden, haklappar och långa släp.
Hennes haute couture-kollektion våren 2017, presenterad på La Conciergerie och med titeln "Legend", var inspirerad av väggmålningarna på Klosterkyrkan i Sankt Gallen i Schweiz. 2016 blev Guo Pei gästmedlem i Chambre Syndicale de la Haute Couture.
Guo Peis haute couture-uppvisning våren och sommaren 2018 ansågs förkroppsliga livet genom hennes användning av skogsbruk och rötter i designen av sina kläder. Det fanns ett återkommande tema med mörkblå broderier som antydde idén om gryning eller skymning, den franska idén om l'heure bleue, blå timmen. När man tittar på hennes show kan man se modeller som bär denna blåa nyans i nästan alla de mönster som visas, oavsett om de är huvudfokuset för ett plagg eller i de mindre detaljerna, idén med l'heure bleue finns överallt. Guo Pei beskrev sitt arbete som att representera en livskraft av rötter och blommor, och förklarade: "Rötter är källan till liv och vitalitet ... Utan rötter finns det inget liv. Den här världen är en mycket mystisk plats, men den är intimt kopplad till vår. Det är därför trädet står på scenen och du kommer att se många blommor." En av de sammanbindande delarna i Guo Peis kollektioner är dock användningen av guld i många av hennes visningar. Guo Pei tror att guld inte bara är termer av kunskap och rikedom, utan Guo Pei tror också att det är "våra själars färg".
År 2022 visades Peis verk på San Francisco Legion of Honor och där visades flera av hennes verk i modestilen "couture fantasy".
Guo Pei designade kostymerna för karaktären gudinnan Chang'e för en Netflix-film 2020, Over The Moon.